# Hermandad de la Humildad (Málaga)
La Hermandad de la Humildad (Ecce Homo), cuya denominación oficial y completa es Antigua Hermandad y Real Cofradía de Nazarenos del Santísimo Cristo de la Humildad en su Presentación al Pueblo (Ecce-Homo), Nuestra Madre y Señora de la Merced y San Juan Evangelista, es una cofradía malagueña, miembro de la Agrupación de Cofradías, que participa en la Semana Santa de Málaga.

## Historia
En 1694 se fundó en el convento de la Real y Militar Orden de la Merced, en el convento de la Merced. En 1980 esta Antigua Hermandad fue reorganizada en el Santuario de la Victoria por iniciativa de Juan Casielles del Nido y Juan Antonio Quintana Urdiales. En 1982 se entrega a la Hermandad la imagen de Nuestra Madre y Señora de la Merced, siendo su autor Luis Álvarez Duarte. En 1983 se termina la imagen cristífera, tallada por Francisco Buiza Fernández y policromada por Francisco Berlanga de Ávila. El 23 de abril de 1983 se bendicen ambas imágenes en el Santuario de la Victoria. Al año siguiente, la Hermandad salió en procesión por vez primera, haciéndolo por el barrio y llegando hasta el Patio de los Naranjos de la Catedral. En 1986 esta Corporación ingresó en la Agrupación de Cofradías haciendo su Estación de Penitencia por el Recorrido Oficial el Domingo de Ramos y entrando por primera vez en la Catedral en 1988. 10 años más tarde, en 1996, la Virgen de la Merced procesionó por las calles de Málaga por primera vez.

## Iconografía
El grupo escultórico del Santísimo Cristo de la Humildad, representa el momento en que Jesús es presentado al pueblo por Poncio Pilatos en el balcón (pronunciando las palabras "Ecce Homo"), para que el pueblo vea los castigos que ha cumplido y calibrar sus opiniones, optando el pueblo por pedir la crucifixión. 
Nuestra Madre y Señora de la Merced junto a San Juan Evangelista, representan la Sacra Conversazione.

## Imágenes
- El Santísimo Cristo de la Humildad fue realizado por Francisco Buiza Fernández en 1983, no pudiendo terminarlo por sosprenderle la muerte, y siendo policromado por su discípulo Francisco Berlanga de Ávila.
- El grupo escultórico fue realizado por Elías Rodríguez Picón en 2012, consta de un aquilifer, Pilatos, Caifás, Barrabás, Claudia Prócula y un soldado romano.
- Nuestra Madre y Señora de la Merced fue realizada por Luis Álvarez Duarte en 1982
- San Juan Evangelista fue realizado por Luis Álvarez Duarte en 1986.

## Tronos
- El trono del Cristo está diseñado por Eloy Téllez Carrión , tallado y dorado por Manuel Guzmán Bejarano (1994-2001).
- El trono de la Virgen está diseñado por Eloy Téllez Carrión, siendo el cajillo provisional de los Talleres Villarreal (2008) sobre una idea del diseñador, junto a las ánforas (1992-1994); mientras que la candelería, barras de palio y peana son obra de Santos Campanarios. El frontal del Palio es diseño de Eloy Téllez Carrión y bordado por María Felicitación Gaviero (2009).

## Curiosidades
Son conocidos como los "Servitas Blancos" por el recogimiento de su procesión. 
El Cristo de la Humildad es la última obra de Francisco Buiza Fernández, no llegando a terminarla a causa del fallecimiento de éste, encargándose de su policromía su discípulo Francisco Berlanga de Ávila.
El 25 de marzo de 2000, el Santísimo Cristo de la Humildad participó en el Vía crucis Jubilar, organizado por la Agrupación de Cofradías de Málaga. 
El 24 de septiembre de 2016, Nuestra Madre y Señora de la Merced fue Coronada Litúrgicamente, siendo la presea obra del orfebre cordobés Manuel Valera.
El 29 de septiembre de 2018, Nuestra Madre y Señora de la Merced salió en Rosario Vespertino extraordinario por las calles de la Feligresía con motivo del 800 Aniversario de la Fundación de la Orden Mercedaria.
El 5 de octubre de 2019, el Santísimo Cristo de la Humildad presidió una Misa Estacional en la Santa Iglesia Catedral Basílica de la Encarnación con motivo del 325 Aniversario de la Fundación de la Hermandad. En la tarde-noche de esa jornada, la Imagen salió en Extraordinaria hacia el Santuario de la Victoria.

## Marchas Dedicadas
Banda de Música:
- Merced, Perfecto Artola Prats (ca. 1976)
- Cristo de la Humildad, Perfecto Artola Prats (ca. 1976)
- Hacia el Calvario, Perfecto Artola Prats (ca. 1976)
- Presentación al Pueblo, Perfecto Artola Prats (ca. 1976)
- Juventud Cofrade, Perfecto Artola Prats (1986)
- Ecce Homo, Francisco Miguel Haro Sánchez (1994)
- Madre de la Merced, Salvador Vázquez Sánchez (ca. 2001)
- Para Ti, Merced, Francisco Jesús Flores Matute (2010)
- Merced Mater Domina, Pedro García Albarracín (2017)
- Madre de los Servitas Blancos, Gustavo Adolfo Soto Hurtado (2017)
- Libertadora, Francisco Javier Criado Jiménez (2018)

Cornetas y Tambores:
- Señor de la Humildad, Fernando Godrid Aguilar (2001)
- Y el pueblo eligió a Barrabás..., Alberto Zumaquero Sánchez (2011)
- Tú eres el Hijo de Dios, José García Marín y Javier Torres Rodríguez (2012)
- He aquí el Hombre, Pedro Manuel Pacheco Palomo (2013)
- Humildad, Alfonso López Cortes (2016)
- El Sueño (El presagio de Claudia Prócula), Javier Cebrero Arias (2020)

Actualmente, la Banda de Cornetas y Tambores de la Archicofradía del Paso y la Esperanza acompaña al Señor, mientras que la Banda de Música "Maestro Eloy García" de la Archicofradía de la Expiración acompaña a la Dolorosa.

## Recorrido Oficial
| Predecesor: Humildad y Paciencia | Orden de entrada en el Recorrido Oficial (Domingo de Ramos) 6.º lugar | Sucesor: La Salud |